# Hovslätt
Hovslätt är ett samhälle i Jönköpings kommun, som ligger mellan Jönköping och Norrahammar och utgör en del av tätorten Jönköping. 

## Historik

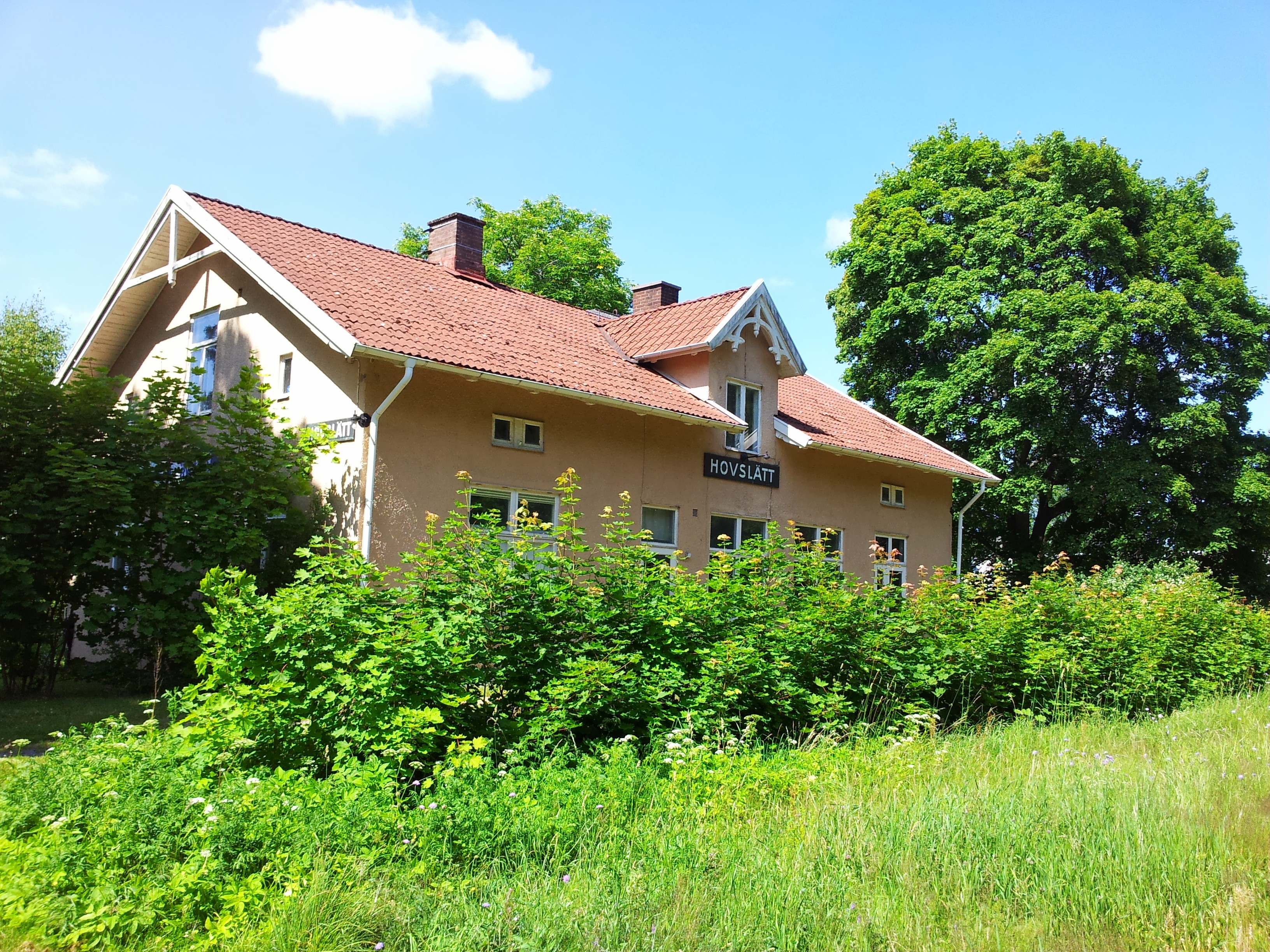
Stationshuset vid Hovslätts station.

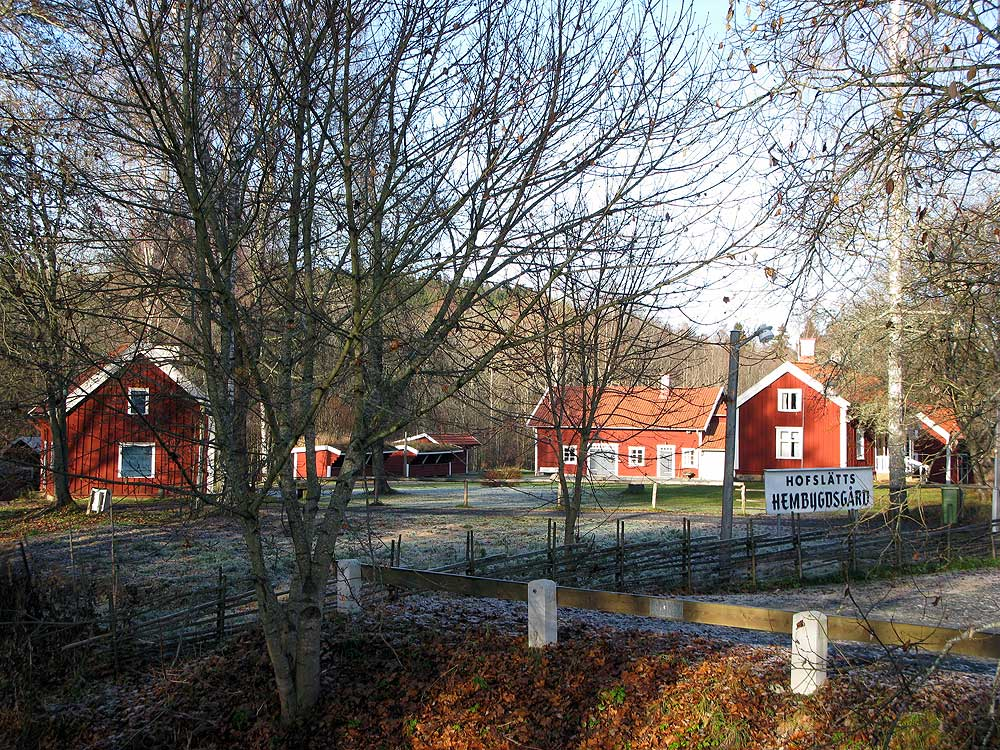
Hovslätts hembygdsgård.

Samhället Hovslätt växte fram 1894 när Vaggerydsbanan, järnvägen mellan Jönköping och Vaggeryd, byggdes. Stationen och sedermera samhället fick sitt namn från den kvarn som fortfarande finns kvar i hembygdsparken. Hofslätt lär finnas nämnt så tidigt som 1500-talet, då som en smedja. Hovslätt växte fram till att bli ett klassiskt järnvägssamhälle. Det byggdes villor, startades affärer och Tabergsån gav energi till en mängd industrier.

## Samhället
I Hovslätt finns bland annat en skola, Hovslättsskolan, fyra förskolor, en aktiv hembygdsförening, HIK Hovslätts Idrottsklubb, två mataffärer, två frisersalonger, två pizzerior, ett bussbolag, och tre kyrkor: Equmeniakyrkan Hovslätt,  Kyrkvillan (Svenska Kyrkan) och Pingstkyrkan. I Equmeniakyrkan finns det största ungdomsarbetet i samhället. Där erbjuds scout, körverksamhet och sällskapsspelande. Varannan fredag klockan 20:00 anordnas Superfredá, en välbesökt tonårsaktivitet med cirka 40 deltagare.

## Natur runt omkring
Hovslätt ligger i Tabergsdalen. Hassafalleden, med start i Hofslätts hembygdsgård, är den mest kända vandringsleden i Hovslätt. Stigen leder till Hassafallen, en ravin med forsande vatten som har få motsvarigheter i den här delen av Småland. Tack vare en nybyggd bro kan man fortsätta upp till Varkullen som är Hovslätts högsta punkt med sina 228,5 m ö.h. Från Varkullen kan man se Tabergstoppen, Värmeverket vid Torsvik, Vättern och stora delar av Jönköping.
På motsatt sida av dalen ligger utsiktsplatsen Lisaberg.

## Kollektivtrafik
Hovslätt trafikeras av Jönköpings länstrafiks linje 28.

## Idrott
I idrottsföreningen Hovslätts IK utövas fotboll, innebandy och friidrott. 